# Louis Gasnier
Pour les articles homonymes, voir Gasnier.
Louis Gasnier est un réalisateur, scénariste, producteur et acteur français, né Louis Joseph Gasnier, le 15 septembre 1875 à Paris 9e (France) et mort le 15 février 1963 à Hollywood (États-Unis).
Après avoir réalisé plusieurs films muets mettant en scène Max Linder, il part au début de la Première Guerre mondiale pour les États-Unis, où il fait l'essentiel de sa carrière sous le nom américanisé de Louis J. Gasnier.

## Biographie
Son père Victor, est originaire de Athis-de-l'Orne d'une famille de blanchisseurs et de tisserands, il travaille comme tailleur de vêtements à Paris. Louis J. Gasnier grandit en plein Paris et devient accessoiriste et chef de figuration, puis acteur et régisseur à l'Ambigu et chez André Antoine. Louis Gasnier est régisseur-adjoint de 1900 à 1906 au Théâtre du Châtelet,. Parallèlement, il devient l'assistant de Lucien Nonguet pour ses films chez Pathé. En 1904-1905, il commence à diriger ses premiers films, dont quelques-uns des premiers Max Linder, acteur également passé par l'Ambigu,. Il filme aussi les débuts d'un autre acteur passé par ce même théâtre, Jules Berry, dans Tirez s'il vous plaît.
Après l'avoir envoyé en Italie, Charles Pathé lui confie, en 1912, le lancement et la direction de sa filiale aux États-Unis, Pathé Exchange, dont les studios se trouvent à Bound Brook dans le New Jersey. Accompagné de l'opérateur Joseph Dubray, il crée, comme l'ont fait ses concurrents, une troupe permanente d'acteurs qui réunit Henry B. Walthall, Grane Wilbur, Paul Panzer, Octavia Handworth et Pearl White, et se lance dans la production de serials, chaque épisode étant publié au moment de sa sortie dans les quotidiens à gros tirages de William Randolph Hearst et Robert R. Mac Cormick. Il est ainsi en 1914 l'un des réalisateurs et le superviseur de deux séries à gros succès, Les Périls de Pauline et Les mystères de New York,,.
En 1916, il s'associe à George B. Seitz pour créer leur propre société de production, Astra Film, et continue à superviser des serials et réaliser des films, dont Kismet (1920), qui reste l'une de ses plus remarquables créations. Lors d'un séjour en France en 1932-1933, il réalise trois films dont Topaze d'après Marcel Pagnol et sous la supervision de ce dernier, film qui marque les débuts de Louis Jouvet au cinéma. La Paramount rompt ensuite son contrat avec Gasnier qui se retrouve sans travail. Il est contacté par le producteur Georges Hirliman pour réaliser Reefer Madness (1936), un film de propagande anti-cannabis. Gasnier rejoint alors la société de production de Hirliman, la Grand National Films qui fait faillite en 1939. Gasnier travaille ensuite pour Monogram Pictures et prend sa retraite de réalisateur en 1941, à l'âge de 65 ans.
Gasnier s'emploie ensuite comme acteur de second rôle dans divers films. En partie oublié et ruiné, il est retrouvé mort en février 1963 sur un banc de Hollywood Boulevard.

## Filmographie partielle

### Comme réalisateur
- 1905 : La Première Sortie d'un collégien
- 1906 : Le Premier Cigare d'un collégien
- 1906 : Le Pendu
- 1907 : Les Débuts d'un patineur
- 1907 : Un drame à Séville (La Mort d'un toréador)
- 1908 : Tirez s'il vous plaît
- 1908 : Le Cheval emballé
- 1909 : Une jeune fille romanesque
- 1909 : Une campagne électorale
- 1909 : La Timidité vaincue
- 1909 : En bombe
- 1909 : Le Petit Jeune Homme
- 1910 : Max fait du ski
- 1910 : Les Débuts de Max au cinéma
- 1910 : L'Ingénieux Attentat
- 1910 : Le Duel d'un monsieur myope
- 1911 : Une mariée qui se fait attendre
- 1913 : Les Débuts d'un yachtman
- 1914 : Detective Swift
- 1914 : The Perils of Pauline
- 1914 : Les Mystères de New York (The Exploits of Elaine)
- 1914 : The Stolen Birthright
- 1915 : The New Exploits of Elaine
- 1916 : Annabel's Romance
- 1916 : Hazel Kirke
- 1916 : The Shielding Shadow (en)
- 1917 : The Seven Pearls (en)
- 1917 : The Mystery of the Double Cross (en)
- 1918 : Hands Up! (en) (coréalisé avec James W. Horne)
- 1919 : The Tiger's Trail (en)
- 1919 : The Pleasant Devil (en)
- 1920 : The Corsican Brothers
- 1920 : The Butterfly Man, coréalisé avec Ida May Park
- 1920 : Kismet
- 1921 : Good Women
- 1921 : A Wife's Awakening
- 1921 : Silent Years
- 1922 : The Call of Home
- 1922 : Rich Men's Wives
- 1922 : Thorns and Orange Blossoms
- 1923 : L'Amour commande (en) (The Hero)
- 1923 : Poor Men's Wives
- 1923 : Daughters of the Rich (en)
- 1923 : Mothers-in-Law
- 1923 : Maytime
- 1924 : Poisoned Paradise: The Forbidden Story of Monte Carlo
- 1924 : Wine
- 1924 : The Breath of Scandal
- 1924 : La Folie d'une femme (White Man)
- 1924 : The Triflers
- 1925 : The Parasite
- 1925 : The Boomerang
- 1925 : Faint Perfume
- 1925 : Parisian Love
- 1926 : Lost at Sea
- 1926 : Pleasures of the Rich
- 1926 : 'Out of the Storm
- 1926 : That Model from Paris
- 1926 : Sin Cargo
- 1927 : The Beauty Shoppers
- 1927 : Streets of Shanghai
- 1928 : Should Tall Men Marry? (en)
- 1928 : Fashion Madness (en)
- 1929 : Darkened Rooms
- 1930 : Amor audaz
- 1930 : Slightly Scarlet (en)
- 1930 : Shadow of the Law
- 1930 : L'Énigmatique Monsieur Parkes
- 1930 : The Virtuous Sin
- 1931 : The Lawyer's Secret de Louis Gasnier
- 1931 : Silence
- 1932 : The Strange Case of Clara Deane
- 1932 : Forgotten Commandments
- 1933 : Topaze
- 1933 : Iris perdue et retrouvée
- 1933 : Esperáme
- 1933 : Melodía de arrabal (en)
- 1933 : Le Bateau-tripot (Gambling Ship)
- 1934 : Fédora
- 1934 : Cuesta abajo (en)
- 1934 : El Tango en Broadway (en)
- 1935 : Intelligence Service (The Last Outpost)
- 1936 : Reefer Madness
- 1937 : The Gold Racket
- 1937 : Alerte aux banques (Bank Alarm)
- 1938 : Juan soldado
- 1938 : The Marines Come Thru (en)
- 1938 : The Sunset Murder Case
- 1939 : La Inmaculada (es)
- 1940 : Murder on the Yukon (en)
- 1941 : Stolen Paradise

### Comme scénariste
- 1919 : The Pleasant Devil (en)
- 1933 : Topaze
- 1933 : Esperáme

### Comme producteur
- 1917 : The Fatal Ring
- 1922 : Rich Men's Wives

### Comme acteur
- 1914 : The Perils of Pauline